# Cukerné kyseliny
Cukerné kyseliny jsou karboxylové kyseliny odvozené od monosacharidů oxidací původní aldehydové nebo alkoholové skupiny na karboxyl.
Hlavními skupinami cukerných kyselin jsou:
- Aldonové kyseliny, kde je zoxidována aldehydová skupina aldózy
- Ulózonové kyseliny, u nichž je zoxidována první alkoholová skupina 2-ketózy
- Uronové kyseliny, u nichž je zoxidována koncová alkoholová skupina aldózy (alduronové kyseliny) nebo ketózy (keturonové kyseliny)
- Aldarové kyseliny, kde jsou zoxidovány obě koncové skupiny (aldehydová i primární alkoholová) aldózy
- Ketarové kyseliny, kde jsou zoxidovány obě koncové alkoholové skupiny ketózy

Aldonová kyselina
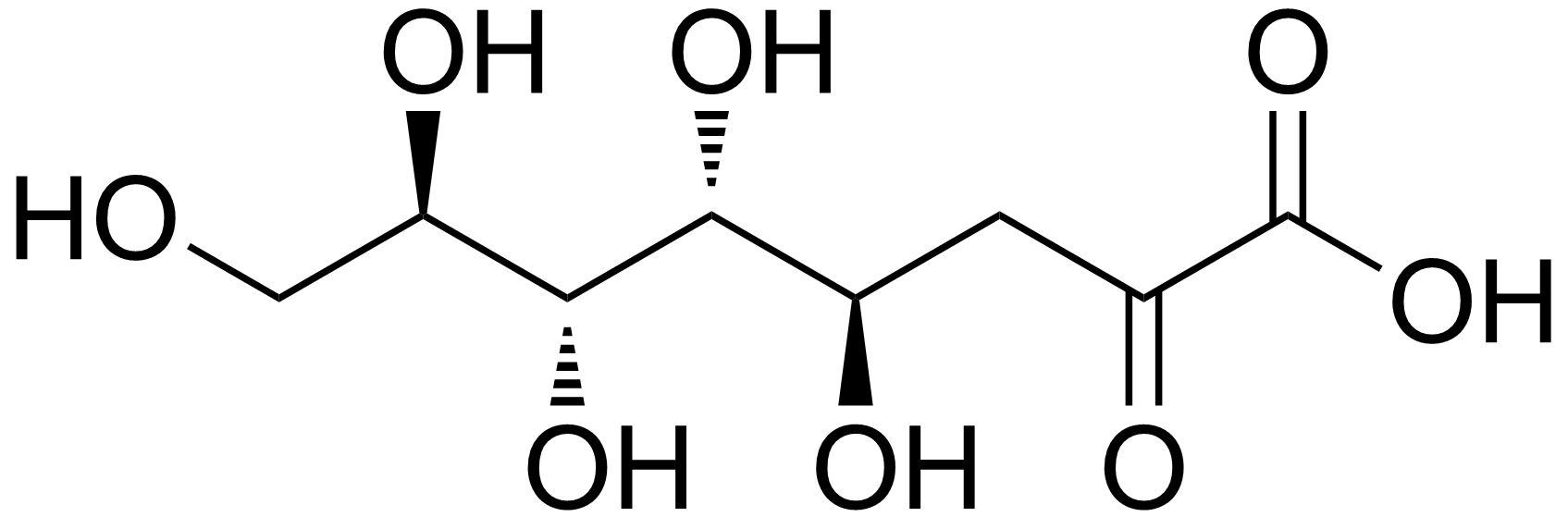
Ulózonová kyselina
Uronová kyselina
Aldarová kyselina

## Příklady
- Aldonové kyseliny
  - Kyselina glycerová (3C)
  - Kyselina xylonová (5C)
  - Kyselina glukonová (6C)
  - Kyselina askorbová[2] (6C, nenasycený lakton)
- Ulózonové kyseliny
  - Kyselina neuraminová (5-amino-3,5-dideoxy-D-glycero-D-galakto-non-2-ulózonová)
  - Kyselina ketodeoxyoktulózonová (KDO nebo 3-deoxy-D-manno-okt-2-ulózonová)
- Uronové kyseliny
  - Kyselina glukuronová (6C)
  - Kyselina galakturonová (6C)
  - Kyselina iduronová (6C)
- Aldarové kyseliny
  - Kyselina vinná (4C)
  - Kyselina slizová (meso-galaktarová) (6C)
  - Kyselina glukarová

Kyselina askorbová (Vitamin C)
β-D forma kyseliny glukuronové